# Gibellina
Gibellina (sizilianisch Jibbiddina von arabisch جبل صغير, DMG ǧabal ṣaġir, kleiner Berg) ist eine italienische Gemeinde (comune) im Freien Gemeindekonsortium Trapani in der Autonomen Region Sizilien mit 3676 Einwohnern (Stand 31. Dezember 2023). Sie liegt im Nordwesten Siziliens an der Autobahn A29 und der Bahnstrecke Palermo–Trapani.
Die seit dem Spätmittelalter historisch gewachsene Stadt (Gibellina Vecchia) lag im Tal des Belice und wurde beim schweren Belice-Erdbeben in den frühen Morgenstunden des 15. Januar 1968 fast vollständig zerstört. Daraufhin wurde eine neue Siedlung etwa neun Kilometer westlich errichtet (Gibellina Nuova) und auf einem Teil des Geländes der verlassenen historischen Siedlung 1989 bis 2015 das großflächige Denkmal Cretto nach einem Entwurf Alberto Burris errichtet. Für den Bau der neuen Stadt wurden zahlreiche namhafte internationale Architekten und Künstler beauftragt.
Dennoch steht die Stadt heute vor städtebaulichen und demographischen Problemen und Herausforderungen.

## Geographie
Gibellina Vecchia lag auf etwa 400 Meter auf einem Südhang in einem Nebental des Belìce-Tals etwa sechs Kilometer nordwestlich des Belìce entfernt, der von Nordosten Richtung Südwesten zum Mittelmeer fließt. Nördlich liegt ein etwa 600 Meter hoher Bergrücken, an dessen Südhang die Strada Statale di Gibellina nördlich der ehemaligen Siedlung verläuft. Etwa zwei Kilometer südöstlich liegen die Ruinen von Salaparuta (Salaparuta Vecchia).
Gibellina Nuova liegt 37 km südöstlich von Trapani auf einer Höhe von 227 m. Es liegt in einem Becken zwischen dem Monte Finestrelle im Südosten und dem Monte Sette Soldi im Nordwesten. Nordwestlich der Stadt führt die Autostrada A29 und die Bahnstrecke Palermo–Trapani vorbei, südlich die Strada Statale 188, in die von Norden kommend die östlich der Stadt verlaufende Strada Provinciale 37 einmündet. Von Osten nach Westen wird das Stadtgebiet durch einen kanalisierten Quellfluss des Fiume Grande, der an seiner Mündung Arena heißt, durchflossen.
Das Gemeindegebiet umfasst insgesamt 45 km² und umschließt Gibellina Nuova in den Grenzen des bebauten Geländes sowie davon unverbunden, aber zum Gemeindegebiet gehörend die Fläche von Gibellina Vecchia mit weitläufigen Gebieten nordwestlich davon. Nachbargemeinden sind im Uhrzeigersinn, beginnend im Norden Calatafimi Segesta, Monreale (PA), Poggioreale, Salaparuta, Santa Ninfa, Salemi und Vita.

## Geschichte
Die Stadt wurde im 14. Jahrhundert gegründet.[Beleg fehlt]
Bei einem schweren Erdbeben im Belìcetal am 15. Januar 1968 wurde sie nahezu vollständig zerstört, ebenso wie die umliegenden Gemeinden Montevago, Poggioreale und Salaparuta. Auch in vielen weiteren Gemeinden im Umland kam es zu schwerwiegenden Zerstörungen. Bei den vier nahezu vollständig zerstörten Siedlungen wurde durch die zuständigen staatlichen Institutionen, das Ispettorato Generale per le Zone Terremotate della Sicilia (Generalinspektion für die erdbebengeschädigten Gebiete Siziliens) und das Istituto per lo Sviluppo dell’Edilizia Sociale (I.S.E.S) (Institut für die Entwicklung des sozialen Wohnungsbaus) mit Sitz in Rom, entschieden, sie vollständig neu zu errichten und die Bewohner umzusiedeln. Diese wurden bis zur Errichtung der neuen Siedlungen in temporären Lagern untergebracht. Für die Bewohner von Gibellina war dies das sogenannte Villaggio I.R.I. (I.R.I.-Siedlung) in Madonna delle Grazie und ein Lager in Rampinzeri.
Der ursprüngliche Plan des I.S.E.S. sah einen Wiederaufbau der zerstörten Siedlungen in mittelgroßen Ballungszentren vor, was aufgrund von Protesten der Bewohner jedoch nicht umgesetzt wurde und die Siedlungen in mehr oder weniger großer Entfernung von den historischen Zentren wiedererrichtet wurden. Gibellina Nuova wurde letztlich 18 Kilometer (9 km Luftlinie) nordwestlich von der historischen Stadt entfernt errichtet, auf dem Gemeindegebiet von Salemi und Santa Ninfa. Dadurch liegt die heutige Gemeinde nicht mehr im eigentlichen Belìcetal.
Die unter der 25-jährigen Amtszeit (1969–1994) des linken Bürgermeisters Ludovico Corrao geplante und realisierte Neuerrichtung der Stadt orientiert sich nicht direkt an der historischen Stadt, sondern ist den Prinzipien des modernen Städtebaus verpflichtet. Die Planung und städtebauliche Leitung unterlag dem Ingenieur Marcello Fabbri. Wichtige städtebauliche Überlegungen für den Wiederaufbau waren die Trennung von Fußgänger- und Autoverkehr, die Verwendung von sich wiederholenden Reihenhäusern in der Tradition europäischer Gartenstädte und die Idee einer zentralen Achse mit kulturellen, kommunalen und kommerziellen Gebäuden. Der endgültige Plan von 1970 sah eine etwa halbkreisförmige Anlage mit einer mittigen Längsachse in Ost-West-Richtung vor und Infrastruktur und Wohnungen für 6.500 Einwohner.
Zahlreiche bekannte Architekten, Bildhauer und Maler stifteten Kunstwerke für die Plätze der neuen Stadt. Dazu zählten zum Beispiel Rob Krier, Oswald Mathias Ungers, Pietro Consagra, Arnaldo Pomodoro, Renato Guttuso und Joseph Beuys. Heute ist Gibellina die Stadt mit der höchsten Dichte an moderner Kunst in ganz Italien.
Das Konzept der neu aufgebauten Stadt wurde von den Bewohnern nie richtig angenommen. Einige Teile der Stadt sind nicht mehr bewohnt. Viele Monumente und Kunstwerke sind verfallen.

## Kultur

### Kunst im öffentlichen Raum

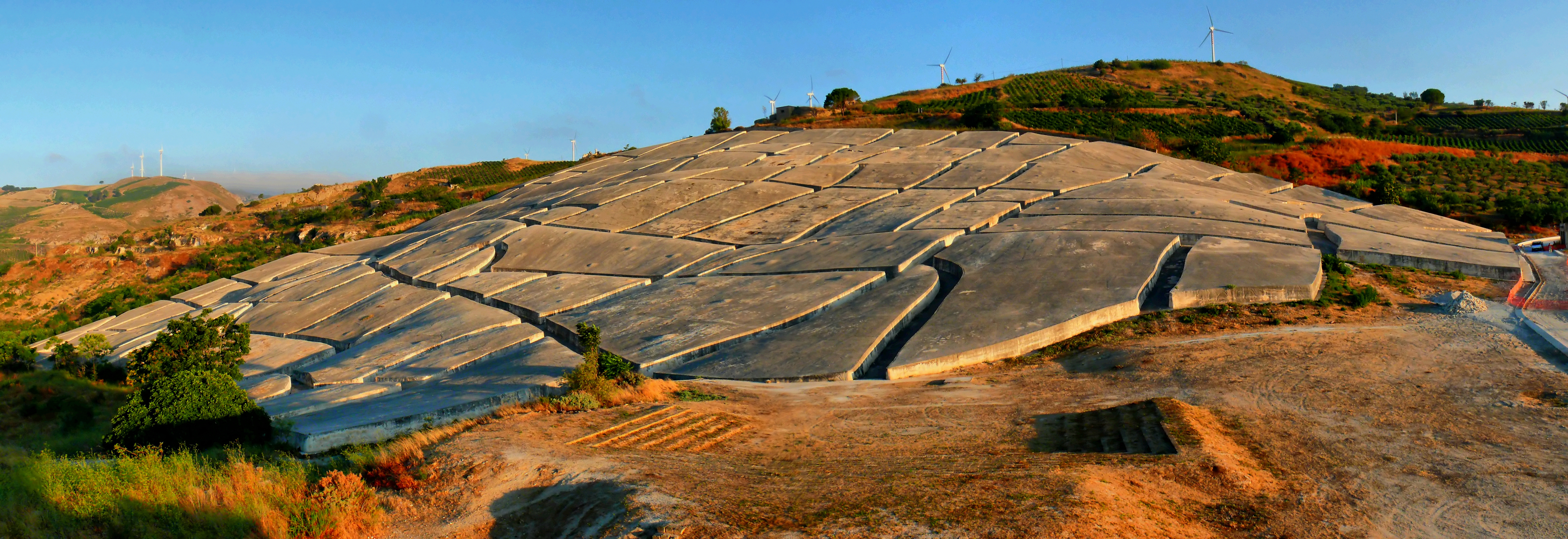
Alberto Burri, Cretto di Burri, 1989–2015, Beton, etwa 1,6 × 300 × 400 m, Gibellina (hier Zustand 2009)

Gibellina verfügt über einen herausragenden Bestand an Kunst im öffentlichen Raum. Insgesamt sind etwa 60 Kunstwerke in der Stadt ausgestellt. Beim Wiederaufbau von Gibellina spielte die Einbindung von Kunst in die Stadtplanung eine besondere Rolle.
Das wohl bekannteste und größte Kunstwerk ist das Cretto von Alberto Burri, einem wichtigen italienischen Künstler der Nachkriegszeit, in Gibellina Vecchia. Burri bedeckte einen rechteckigen Ausschnitt des zerstörten Stadtkernes mit einer etwa 300 × 400 Meter großen und 1,6 Meter dicken Schicht aus weißem Beton, die die historischen Straßenzüge und Baublöcke nachzeichnet. Begehbare Einschnitte über den alten Gassen vermitteln einen Eindruck von der Enge der ursprünglichen Stadt.

Pietro Consagra, Stern von Gibellina, 1980

Das Kunstwerk Ingresso al Belice (Eingang zu Belice) ist ein großes, sternförmiges Tor, das 1980 von Pietro Consagra über der Strada Statale 188 südlich von Gibellina errichtet wurde und den nordwestlichen Eingang ins Belicetal markiert. Weitere bedeutende Kunstwerke im öffentlichen Raum sind der Torre civica (Stadtturm / Bürgerturm) von Alessandro Mendini von 1987, der auf dem Rathausplatz steht, der Montagna di Sale (Salzberg) von Mimmo Paladino von 1990 oder La citta di Tebe (Die Stadt Theben) von Pietro Consagra von 1987.
Auch das Rathaus (Municipio) wurde mit bedeutenden Kunstwerken ausgestattet, so hängt im Ratssaal das Mosaik Natura morta (Stillleben), ein Spätwerk des futuristischen Künstlers Gino Severini (1985). Im Flur hinter der Bühne hängt ein Teil der Ausstattung von Arnaldo Pomodoro für das Theaterstück I Cuefuri aus den 1980er Jahren. Auf der Außenwand des Rathauses befinden sich zudem vier Majolika-Wandbilder (1988–90) von Carla Accardi.

### Bauwerke

#### Kirchen

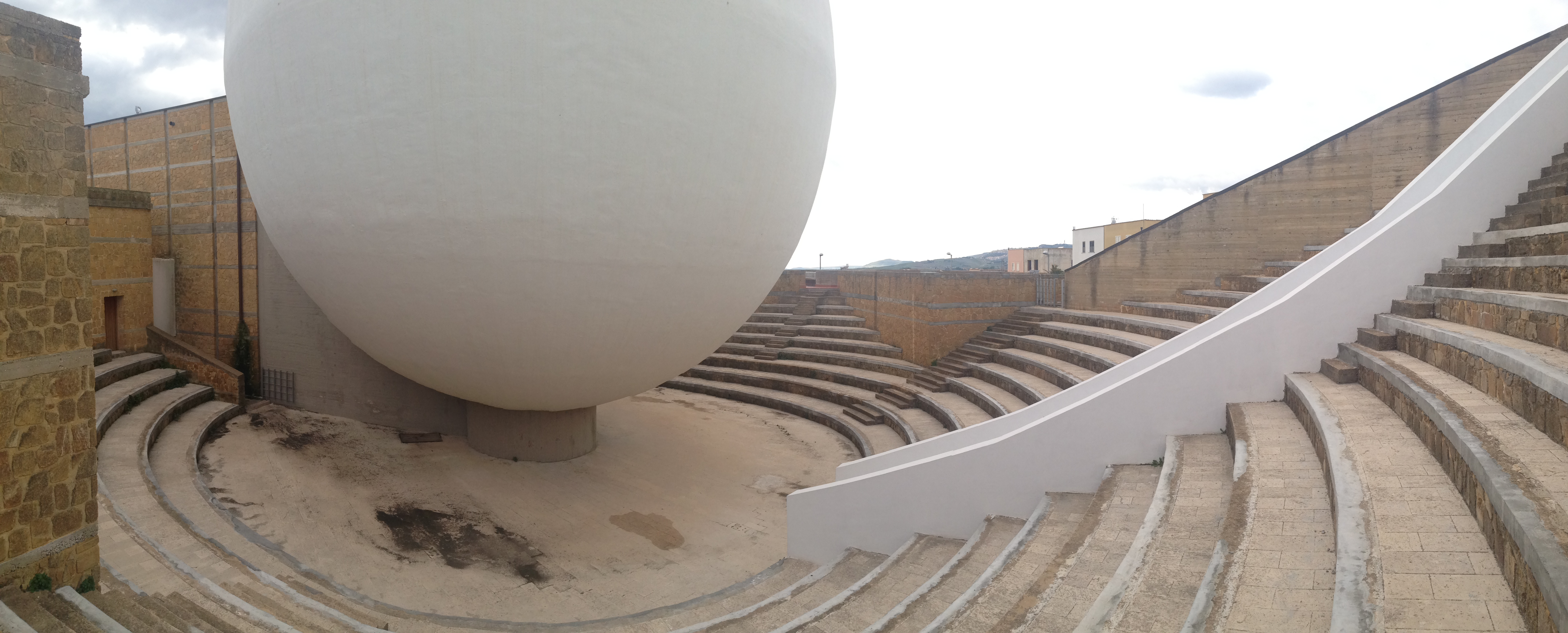
Chiesa Madre

Gibellina hat drei Kirchen, die sich beide entlang der mittigen Ost-West-Achse der Stadt befinden. Die römisch-katholische Kirche Chiesa Madre von 1987 wurde von Ludovico Quaroni und Luisa Anversa entworfen und befindet sich im Osten der Stadt. Die Kirche ist aufgrund ihrer Architektur bemerkenswert. Die quadratische Fläche, die das Bauwerk einnimmt, ist in vier identische Felder geteilt. Das südliche wird vom Kirchenschiff eingenommen, während das nördliche und die beiden anderen teilweise als Freiluftbühne fungieren. In den östlichen und westlichen Quadraten befinden sich zudem begrünte Innenhöfe. Die Glocke befindet sich an einem Metallgestell an der nördlichen Spitze des Gebäudes. Der schlichte, quadratische Kirchenraum im Süden ist entlang seiner Diagonale orientiert und öffnet sich hinter dem Altar, der sich im Norden befindet, in einen großen, nicht begehbaren kugelförmigen Raum, dessen freistehendes, weiß gestrichenes Volumen das äußere Erscheinungsbild der Kirche prägt.
Die römisch-katholische Kirche Chiesa di San Giuseppe befindet sich im Westen der Stadt. Das Gebäude ist ein schlichter sechseckiger Bau mit Glockenturm. Die römisch-katholische Kirche Chiesa di San Francesco befindet sich im Norden der Stadt östlich des Stadio Comunale Girolamo Fontana.

#### Öffentliche Bauten
Das Rathaus (Municipio) ist ein 1970–72 geplantes und 1972–84 errichtetes L-förmiges Gebäude, bestehend aus einem kubischen Baukörper mit dem Ratssaal im 1. Obergeschoss und einem länglichen Bürotrakt. Das Gebäude steht mittig in der nur teilweise nach den ursprünglichen Plänen umgesetzten Ost-West-Achse, die Gibellina in eine nördliche und eine südliche Hälfte teilt. Das Rathaus wurde von den Architekten Giuseppe Samonà, Vittorio Gregotti, Gianni Pirrone und Alberto Samonà entworfen. Während der Gebäudeteil mit dem Ratssaal in Sichtbeton ausgeführt ist, ist der stark vertikal gegliederte Gebäudeflügel mit den Büros mit Sandstein verkleidet. Das Gebäude bildet einen Platz im Nordosten, den Piazza 15 Gennaio 1968.
Der 1981 von Francesco Venezia entworfene und 1987 fertiggestellte Palazzo di Lorenzo ist ein Museum für Grafik und Erinnerungsort für das alte Gibellina. Die Fassade eines barocken Palazzo, dem Palazzo di Lorenzo in Gibellina Vecchia, die teilweise das Erdbeben überstanden hat, wurde transloziert und als Spolie im Innenhof des neuen Gebäudes eingebaut. Von außen ist nur durch eine rechteckige Maueröffnung ein Blick auf ein Fenster der historischen Fassade möglich, um das gesamte Fassadenfragment zu sehen, muss der Besucher den Innenhof betreten. Das Museum wurde allerdings vor einigen Jahren dauerhaft geschlossen und der Innenhof ist nicht mehr zugänglich (Stand Juni 2022).
Das 1989 begonnene und nie fertiggestellte Theater (Teatro) nach einem Entwurf von Pietro Consagra, der auch das monumentale sternenförmige Straßentor entwarf, befindet sich südlich der Chiesa Madre und schließt die Ost-West-Achse am östlichen Ende ab. Der im Grundriss rechteckige Baukörper hat an seinen längeren Ost- und Westfassade einen wolkenförmigen Aufriss. Die Fensterflächen befinden sich an den Schnittflächen von runden Formen. Südwestlich davon befindet sich das Gebäude Il Meeting des gleichen Künstlers, das fertiggestellt wurde. Die beiden Gebäude bilden den Piazza Joseph Beuys.
Die 1990 angelegte Achse vom Theater nach Südwesten (Sistema delle piazze) wurde von Laura Thermes und Franco Purini als postmoderne Platzanlage geplant. Es handelt sich um drei aufeinanderfolgende Plätze, der Piazza Rivolta del 29.06.1973, der Piazza Fasci dei lavoratori und der Piazza Monti di Gibellina. Die Plätze sind grau gepflastert, wobei dieses Pflaster durch sich schneidende Travertinlinien gegliedert wird. Die Plätze werden an den Längsseiten durch Kolonnaden gegliedert. Im Norden wird die Platzanlage durch ein offenes Palmenhaus abgeschlossen.

#### Private Bauten
Das Haus eines Apothekers (Casa del farmacista) von 1980 befindet sich südwestlich vom Rathaus und wurde ebenfalls von Franco Purini und Laura Thermes entworfen. Der rechteckige Baukörper ist von Nordost nach Südwest ausgerichtet. Im Nordwesten befindet sich ein Anbau mit quadratischem Grundriss, der über eine Brücke mit dem Hauptgebäude verbunden ist. Über die Länge hat der Baukörper mittig ein schmales Glassoberlicht.
Das Pirello-Haus (Casa Pirello) wurde ebenfalls von Franco Purini und Laura Thermes entworfen und befindet sich nordwestlich des Casa del farmacista. Der rechteckige Baukörper schließt im Westen mit einer Doppelturmfassade ab. Markant sind die Knaggen des weit überkragenden Daches an der Ostfassade. Markant stößt ein langer Stab in der Dimension der Knaggen schräg in anderem Winkel als diese durch ein Loch des Vordaches.
Die Wohnhäuser östlich des Rathauses sind nach einem Entwurf des Architekten Oswald Mathias Ungers ausgeführt worden. Die dreigeschossigen Reihenhäuser mit Flachdächern werden durch zweigeschossige Durchbrüche gegliedert, in denen Treppen von dem niedrigeren südlichen Straßenniveau auf das höhere Niveau nördlich des Baublocks führt.

### Museen
Im Nordosten der Stadt befindet sich das Museo d’Arte Contemporanea „Ludovico Corrao“ (Museum für zeitgenössische Kunst) mit etwa 2.000 Werken, unter anderem von Carla Accardi, Afro Basaldella, Joseph Beuys, Alberto Burri, Pietro Consagra, Antonio Corpora, Piero Dorazio, Renato Guttuso, Emilio Isgrò, Luigi Pirandello, Arnaldo Pomodoro, Mimmo Rotella, Mario Schifano, Toti Scialoja, Gino Severini, Ernesto Treccani und Giulio Turcato. Im Museum befindet sich auch die Stadtbibliothek.
Im Südwesten der Stadt befindet sich das Museo Etnoantropologico del Lavoro Contadino (Ethnoanthropologisches Museum der bäuerlichen Arbeit) umgeben vom Botanischen Garten (Orto Botanico).

### Darstellende Kunst
In den Räumen des Baglio di Stefano in Gibellina und in dem Theater in der Nähe des Cretto findet jedes Jahr in den Sommermonaten das Orestiadi Theaterfestival statt. Es entstand aus einer 1981 von Ludovico Corrao initiierten Aufführung der Orestie zur Feier des Wiederaufbaus.

## Wirtschaft und Infrastruktur
Die Einwohner arbeiten fast ausschließlich in der Landwirtschaft.